# Districte de Boulay-Moselle
El districte de Boulay-Moselle (francès arrondissement de Boulay-Moselle) era una divisió administrativa francesa del departament del Mosel·la, a la regió de Lorena. Comptava amb 3 cantons i 96 municipis. El cap era la sotsprefectura de Boulay-Moselle. Des de l'1 de gener de 2015 va fusionar amb el districte de Forbach i conformen el districte de Forbach-Boulay-Moselle.

## Cantons
- cantó de Boulay-Moselle
- cantó de Bouzonville
- cantó de Faulquemont